# Клемент, Стеф
Стеф Клемент (нидерл. Stef Clement, род. 24 сентября 1982 в Тилбурге, Нидерланды) — нидерландский профессиональный шоссейный велогонщик. Многократный чемпион Нидерландов и бронзовый призёр чемпионата мира 2007 года в индивидуальной гонке на время. Участник летних Олимпийских игр 2008 года.

## Победы
| 2003 - Тур Олимпии — этап 7 2005 - Тур Олимпии — генеральная классификация - Вуэльта Мальорки — этап 1 2006 - Чемпион Нидерландов в индивидуальной гонке на время - Тур де л'Авенир — этап 9 2007 - Чемпион Нидерландов в индивидуальной гонке на время - Чемпионат мира в индивидуальной гонке на время — 3-е место | 2008 - Хроно Наций 2009 - Критериум Дофине — этап 8 - Чемпион Нидерландов в индивидуальной гонке на время 2011 - Чемпион Нидерландов в индивидуальной гонке на время 2014 - Вуэльта Каталонии — этап 6 и горная классификация 2015 - — Европейские игры (индивидуальная гонка с раздельным стартом) |

## Статистика выступлений наГранд Турах
| Гонка / Год     | 2006 | 2007 | 2008 | 2009 | 2010 | 2011 | 2012 | 2013 | 2014 | 2015 | 2016 | 2017 |
| --------------- | ---- | ---- | ---- | ---- | ---- | ---- | ---- | ---- | ---- | ---- | ---- | ---- |
| Джиро д’Италия  | 64   | —    | —    | —    | —    | 108  | 71   | 48   | —    | DNF  | —    | 23   |
| Тур де Франс    | —    | DNF  | 87   | 117  | —    | —    | —    | —    | DNF  | 59   | 18   | —    |
| Вуэльта Испании | —    | 32   | DNF  | —    | —    | —    | 100  | DNF  | 69   | —    | —    | 29   |

### Рейтинги
| Год                   | 2007  | 2008  | 2009  | 2010 | 2011 | 2012  | 2013  | 2014  | 2015 | 2016  | 2017  | 2018   |
| --------------------- | ----- | ----- | ----- | ---- | ---- | ----- | ----- | ----- | ---- | ----- | ----- | ------ |
| ПроТур UCI            | 210-й | 150-й |       |      |      |       |       |       |      |       |       |        |
| Мировой календарь UCI |       |       | 190-й | -    |      |       |       |       |      |       |       |        |
| Мировой тур UCI       |       |       |       |      | -    | 192-й | 185-й | 160-й | -    | 148-й | 189-й | -      |
| Мировой рейтинг UCI   |       |       |       |      |      |       |       |       |      | 262-й | 488-й | 2051-й |
| Европейский тур UCI   |       |       |       |      |      |       |       |       |      | 243-й | 610-й | 1359-й |
|                       |       |       |       |      |      |       |       |       |      |       |       |        |
| Источник: UCI         |       |       |       |      |      |       |       |       |      |       |       |        |